# Arctosa amylaceoides
Arctosa amylaceoides är en spindelart som först beskrevs av Schenkel 1936.  Arctosa amylaceoides ingår i släktet Arctosa och familjen vargspindlar. Inga underarter finns listade i Catalogue of Life.